# Bonnie & José

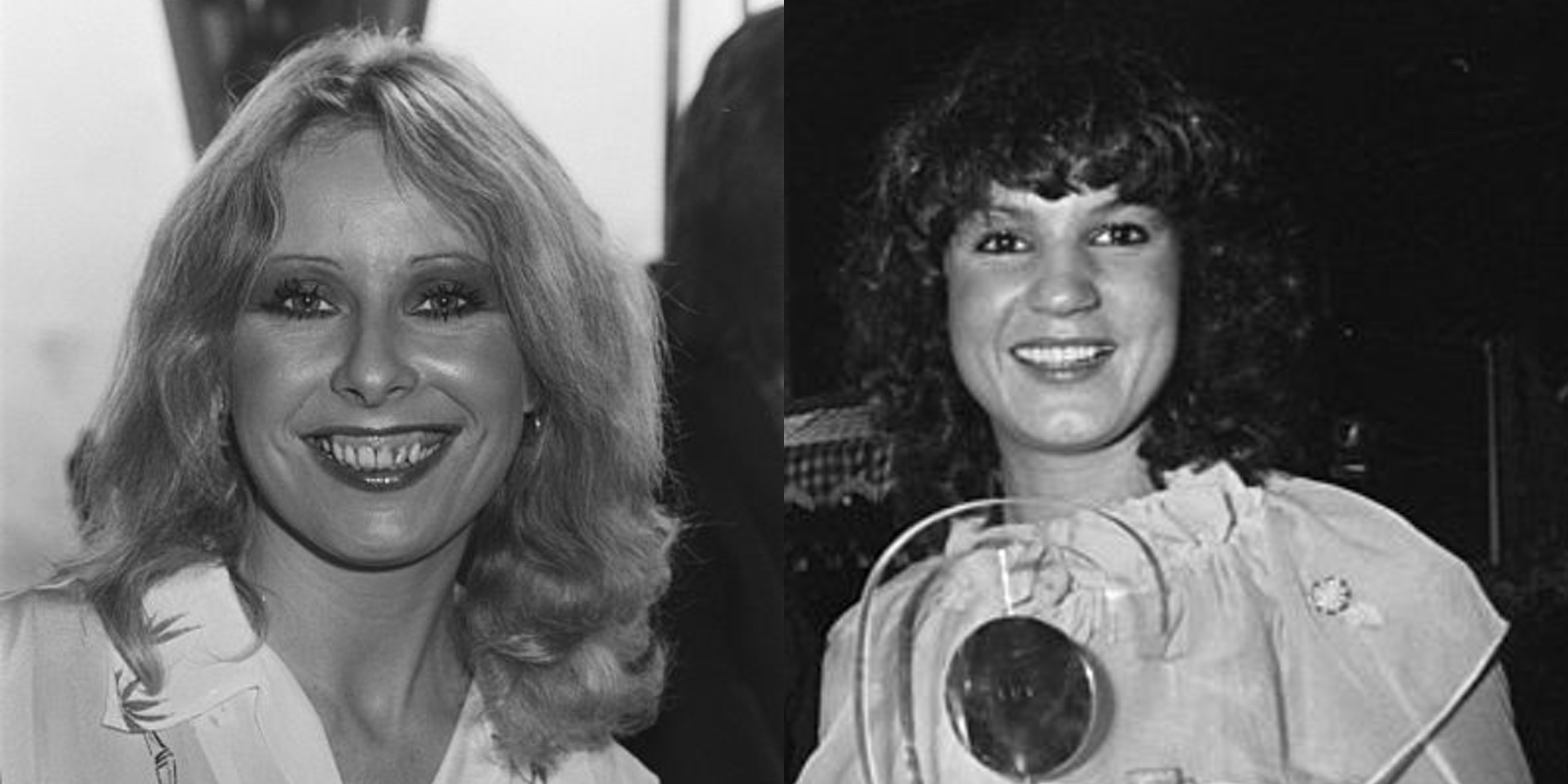
Bonnie St. Claire (1981) en José Hoebee (1979)

Bonnie & José was van 1984 tot 1986 een gelegenheidsduo bestaande uit de zangeressen Bonnie St. Claire en José Hoebee. Het duo is vooral bekend van hun Nederlandstalige bewerkingen van ABBA-nummers, zoals Cassandra en Zoals vrienden doen.

## Biografie
Tijdens een gezamenlijke wintersportvakantie waar ook enkele andere Nederlandse artiesten aanwezig waren, ontstond het idee om een duo te vormen. In 1984 namen ze een Nederlandstalige versie van het ABBA-nummer Cassandra op. Later dat jaar waren Bonnie en José ook betrokken bij de Nederlandse versie van het van oorsprong Franse project ABBAcadabra, waarbij gecoverde ABBA-nummers de basis voor een kindermusical vormden. Bonnie speelde hierin Doornroosje en José Sneeuwwitje.
In 1985 volgde nog een reeks singles met Nederlandstalige ABBA-covers, waarvan Zoals vrienden doen (The way old friends do) een hitje werd. Tevens werd het album Herinnering, waar al deze nummers opstonden, uitgebracht. Naar aanleiding hiervan werd in 1986 ook een televisiespecial in Zweden opgenomen. Björn Ulvaeus en Benny Andersson van ABBA zouden hun medewerking verlenen aan deze special, als ze tevreden waren over de lp. Dat was het geval en resulteerde in een interview met Björn, dat in de special werd opgenomen.
Na de special traden Bonnie & José nog af en toe samen voor de televisie op, ook met niet-ABBA-gerelateerd repertoire, maar er werden geen singles meer opgenomen. In 1987 gingen de zangeressen weer hun eigen weg, totdat ze in 1995 een comeback probeerden te verwezenlijken met de single 'n Engel als jij, een cover van het Duitstalige Engel wie du van Juliane Werding, Maggie Reilly & Victor Lazlo. Het nummer bleef echter in de Tipparade steken en de samenwerking werd niet voortgezet. Bonnie en José bleven wel bevriend en zo was José op 13 december 2004 Bonnies getuige bij haar huwelijk met Arne-Jan Jongbloed.
In november 2020 bracht muzieklabel CD-licious het album Herinnering na 35 jaar voor het eerst uit op cd, aangevuld met vijf bonustracks van het duo. De eerste oplage bevatte ook een dvd met de tv-special Bonnie & José in Zweden en drie losse tv-optredens.

## Bezetting
- Bonnie St. Claire
- José Hoebee

## Discografie

### Singles
| Single met eventuele hitnotering(en) in de Nederlandse Top 40 | Datum van verschijnen | Datum van binnenkomst | Hoogste positie | Aantal weken | Opmerkingen         |
| ------------------------------------------------------------- | --------------------- | --------------------- | --------------- | ------------ | ------------------- |
| Cassandra                                                     |                       | 7-7-1984              | 24              | 5            |                     |
| Zoals vrienden doen                                           |                       | 3-8-1985              | 36              | 4            |                     |
| Waarom                                                        |                       | 7-12-1985             | tip             |              | met Ron Brandsteder |
| 'n Engel als jij                                              |                       | 25-2-1995             | tip             |              |                     |